# Csekonics Gyula
Gróf zsombolyai és janovai Csekonics Gyula Mária Antal Ágoston József (Zsombolya, 1875. január 2. – 1957. június 15.) sportvezető, lótenyésztő, lovaregyleti elnök, országgyűlési képviselő, politikus, huszárhadnagy.

## Élete
Csekonics Endre gróf és Cziráky Konstancia grófnő negyedik gyermeke. Középiskolái befejezése után jogi tanulmányokat folytatott a budapesti Magyar Királyi Tudományegyetemen, ahol tudorságot is szerzett. A családi hagyományokat követve katonának állt, az 1890-es években a 9. számú huszárezred tartalékos huszárhadnagya volt. 1901-ben az országgyűlési választásokon a Szabadelvű Párt tagjaként a zsombolyai választókerület képviselőjévé választották, sőt a Parlament Vízügyi Bizottságának is tagja lett. A következő választásokon, 1905-ben ismét képviselő lett. Ebben az időben házasodott meg, Karátsonyi Margit grófnőt, Karátsonyi Aladár gróf császári és királyi kamarás leányát vette feleségül. Nagy gondot fordított az állattenyésztés fejlesztése érdekében, saját uradalmán is főként lovakat tenyésztett. A Magyar Lovaregylet igazgatósági tagja, majd 1913-tól 1928-ig igazgatósági elnöke volt.
Trianon után a család elvesztette a zsombolyai uradalmat, így édesapja Enyingre, ő maga pedig 1930-ban Alagra költözött, s ettől kezdve a magyar lósportban tevékenykedett. Egykor Zsombolyán működő gazdasági ügyintézője, Fichtner Károly lett az alagi telep igazgatója. Ezután történt, hogy Budapest székesfőváros az akkori lóversenypálya bérleti szerződését felmondta, majd új pálya építését tervezték. Ennek a pályának a megépítésével kapcsolatos tennivalók is Csekonicsra hárultak. A tervek már készen voltak, az építkezés meg is indult, de a második világháború eseményei félbeszakították a munkálatokat, majd 1945 után Csekonics az alagi sportvezetői tevékenységét is befejezte. Még megérte a kommunista hatalomátvételt, és az 1956-os forradalmat is. Végül 1957-ben halt meg.